# Лизихитон американский
Лизихитон американский (лат. Lysichiton americanum) — вид многолетних цветковых растений рода Лизихитон (Lysichiton) семейства Ароидные (Araceae). Растёт в болотах и мокрых лесах, вдоль рек и в других влажных областях на западе тихоокеанского побережья Северной Америки, где оно является одним из немногих местных видов семейства Ароидные наряду с ряской.
Растение вырастает из корневища, которое может достигать в длину 30 см и быть от 2,5 до 5 см в диаметре. Листья — самые крупные из всех растений в регионе, 50—135 см в длину и 30—80 см в ширину. Цветки в виде початка, завёрнутого в кроющий лист, ярко-жёлтые или желтовато-зелёные, вырастают на стебле до 30—40 см высотой. Они являются одними из первых весенних цветов.

## Применение
Вид используют как декоративное растение в ландшафтном дизайне.